# Stephen Mull
Stephen Donald Mull (ur. 30 kwietnia 1958) – amerykański dyplomata, wyższy urzędnik ds. zagranicznych, w latach 2012–2015 ambasador USA w Polsce.

## Życiorys
W 1980 ukończył studia na Uniwersytecie Georgetown w Waszyngtonie, a karierę dyplomatyczną rozpoczął w 1982. Pracował na placówce w Polsce, a także m.in. w: Indonezji, RPA i na Bahamach. W latach 2003–2006 był ambasadorem na Litwie z nominacji George’a W. Busha.
22 września 2012 został zatwierdzony na stanowisko ambasadora Stanów Zjednoczonych w Polsce, a 24 października oficjalnie zaprzysiężony przez sekretarz stanu Hillary Clinton, zaś 8 listopada w Pałacu Prezydenckim w Warszawie odbyła się ceremonia złożenia listów uwierzytelniających Prezydentowi RP. 9 czerwca 2015 ogłoszono nominację następcy Stephena Mulla na stanowisku ambasadora USA w Polsce, którym został Paul W. Jones. S. Mull mówi biegle po polsku.

## Odznaczenia
- Superior Honor Award – czterokrotnie
- Krzyż Komandorski z Gwiazdą Orderu Odrodzenia Polski – Polska, 2015[4][5]
- Krzyż Kawalerski Order Zasługi Rzeczypospolitej Polskiej – Polska, 1997[6]
- Krzyż Komandorski Orderu „Za Zasługi dla Litwy” – Litwa, 2006[7]